# 德劳河谷贝格
德劳河谷贝格是奥地利克恩顿州德劳河畔施皮塔尔县的一个市镇。总面积54.27平方公里，总人口1,315人，人口密度24人/平方公里（2016年）。